# 帕氏裸胸鱔
帕氏裸胸鱔，又稱帕氏裸胸鯙，為輻鰭魚綱鰻鱺目鯙亞目鯙科的其中一種，分布於西印度洋的沃爾特斯淺灘海域，棲息深度18-40公尺，體長可達6.5公分，為底棲性魚類，屬肉食性，生活習性不明。

## 擴展閱讀
維基物種上的相關：帕氏裸胸鱔